# ماركوس رينغبرغ
ماركوس رينغبرغ (بالسويدية: Marcus Ringberg)‏ هو لاعب كرة قدم سويدي في مركز الهجوم، ولد في 5 مايو 1976 في بروملا ‏ في السويد. لعب مع غايس غوتنبرغ ونادي فريدريكستاد.

## وصلات خارجية
- ماركوس رينغبرغ على موقع قاعدة بيانات كرة القدم.إي يو (الإنجليزية)
- ماركوس رينغبرغ على موقع Soccerway.com (الإنجليزية)